# Svend Hardenberg
Svend Hardenberg (* 26. Februar 1969 in Nuuk) ist ein grönländischer Beamter, Unternehmer und Schauspieler.

## Leben

### Ausbildung
Svend Hardenberg studierte von 1994 bis 1999 Organisation und Strategie an der Universität Aalborg, die er als cand. merc. verließ. Nach einer Fortbildung bei SAS Scandinavian Airlines arbeitete er bei Air Greenland, wo er zuletzt Personaldirektor war.

### Karriere bei Nukissiorfiit
Am 1. Mai 2006 trat er die Stelle als Energiedirektor von Nukissiorfiit an. Im selben Jahr wurde er vom Naalakkersuisut zum Mitglied des Alcoa-Ausschusses ernannt, der die Zusammenarbeit mit dem gleichnamigen US-amerikanischen Aluminiumproduzenten für eine mögliche Fabrik in Grönland leiten sollte.
Im März 2011 trat er mit augenblicklicher Wirkung als Energiedirektor zurück. Er gab an, freiwillig zurückgetreten zu sein, um sich neuen beruflichen Herausforderungen zu widmen. Als an dieser Erklärung zwei Jahre später im Herbst 2013 Zweifel aufkamen, baten die Medien um Akteneinsicht. Noch bevor diese gewährt war, ließ er bei Sermitsiaq.AG einen Artikel veröffentlichen, in dem er sich als Opfer politischer Beschlüsse darstellte. Da er als Anhänger der zu diesem Zeitpunkt oppositionellen Siumut galt, versuchten die Regierungspolitiker ihn zu behindern. Als man begann, laut ihm unbedenkliche finanzielle Ausgaben zu untersuchen, kündigte er aus Protest. In dem Artikel sprach er von einer mediengestützten Hetzkampagne. Kurz darauf stellte sich heraus, dass er in Wahrheit zum Rücktritt gedrängt worden war, weil die Revisionsfirma seinen Geldverbrauch für Steuerverschwendung hielt. So hatte er 3000 kr. pro Monat für Autofahrten erhalten, obwohl er einen Firmenwagen besaß. Alleine 2010 verbrauchte er zudem über 130.000 kr. für Telefon- und Internetrechnungen. Als dies drohte öffentlich bekannt zu werden, versuchte er über einen Anwalt die Akteneinsicht der Medien zu verhindern. Für sein Verhalten, kritischen Medienberichten durch eigene Auslegungen vorauszukommen, wurde scharf kritisiert. Er hatte dieselbe Methode bereits im Sommer 2013 angewandt, nachdem die Berlingske ihn darüber informiert hatte, einen kritischen Artikel schreiben zu wollen.
Nach seinem Rücktritt bei Nukissiorfiit betätigte er sich als freiwilliger Berater für die Siumut für die Folketingswahl 2011.

### Karriere als Departementschef
Am 1. März 2013 trat er die Stelle als Kommunaldirektor der Qaasuitsup Kommunia an, wurde aber bereits am 1. Juli desselben Jahres Departementschef bei Regierungschefin Aleqa Hammond, die kurz zuvor die Regierungsmacht für die Siumut wiedergewonnen hatte. Es stellte sich heraus, dass Aleqa Hammond ihn persönlich aufgefordert hatte, sich für die Stelle zu bewerben. Als sich vier Personen bewarben, favorisierte der vierköpfige Einstellungsausschuss zwei andere Kandidaten, woraufhin Aleqa Hammond persönlich durchsetzte, dass Svend Hardenberg angestellt werden sollte.
Kurz darauf war Svend Hardenberg für die Einstellung eines neuen Departementschefs für das Finanzministerium zuständig. Hier wurde Carsten Frank Hansen gewählt, ein Freund Hardenbergs. Als sich zeigte, dass gegen diesen ein Strafverfahren wegen wirtschaftlicher Kriminalität in Dänemark lief, wurde er nur zwei Tage später wieder entlassen. Svend Hardenberg ließ verlauten, dass er sich bei früheren Arbeitgebern erkundigt hatte und nichts Negatives gehört hatte, weswegen er Carsten Frank Hansen eingestellt hatte. Dies wies der Aufsichtsratsvorsitzende eines der Unternehmen zurück und gab an nie kontaktiert worden zu sein und zudem von einer Einstellung als Departementschef wegen fehlender Qualifikationen abgeraten hätte. Daraufhin meinte Svend Hardenberg, nie gesagt zu haben, mit dem Unternehmen gesprochen zu haben, wofür er wiederum Kritik erhielt, da dies bei einem Anstellungsprozess von großer Bedeutung ist. Es stellte sich heraus, dass Svend Hardenberg persönlich das Rekrutierungsunternehmen beauftragt hatte, Carsten Frank Hansen zu kontaktieren und einzustellen, und dass man sich bewusst war, dass der letzte Arbeitgeber nicht kontaktiert worden war, obwohl er dort Direktor gewesen war.
In einer anderen Personalangelegenheit ließ er eine Anwaltskanzlei beauftragen, den Fall zu untersuchen, wobei er sowohl für die damit verbundenen hohen Steuergeldausgaben als auch von der grönländischen Abteilung von Transparency International für die fehlende Neutralität eines selbst bestellten Anwaltsuntersuchung kritisiert wurde.
Als das Departement ordnungswidrig eine private Rechnung von Aleqa Hammond übernahm, wurde Svend Hardenberg eine beschützende Rolle und damit Mitverantwortung zugesprochen. Daneben hatte er im Laufe seiner Amtszeit Kritik für mehrere andere Angelegenheiten erhalten.
Nur wenige Wochen nachdem Kim Kielsen anstelle der zurückgetretenen Aleqa Hammond zum Regierungschef gewählt worden war, wurde Svend Hardenberg im Februar 2015 als Departementschef freigestellt. Nach der Aufhebung des Arbeitskontrakts erhielt er jedoch noch eine Abfindung, die seinem Lohn bis September 2016 entsprach.

### Unternehmerkarriere
Neben seiner Beamtenkarriere ist Svend Hardenberg in zahlreichen Unternehmen und Aufsichtsräten aktiv. Seit 2015 ist er Aufsichtsratsvorsitzender im Investmentunternehmen Greenland Invest, wo er vor allem mit Jørgen Wæver Johansen zusammenarbeitet. Ab 2015 war er Gründungsdirektor des Ingenieurberatungsunternehmens Mannvit und ab 2018 Gründungsdirektor und Aufsichtsratsvorsitzender des sozialen Handelsnetzwerks Arctic Trust Group. Beide Unternehmen wurden ab 2020 zwangsaufgelöst. Seit 2016 ist er Aufsichtsratsvorsitzender des Trinkwasserproduzenten Greenland Water Bank und des Wasserkraftunternehmens Nanoq Power, die er zusammen mit Jørgen Wæver Johansen gründete. Zusammen mit demselben gründete er 2017 das Photovoltaikunternehmen PV Green, wo er von 2018 bis 2020 Aufsichtsratsvorsitzender war. Auch dieses Unternehmen wurde 2022 zwangsaufgelöst. Von 2018 bis 2021 war er Gründer und Aufsichtsratsvorsitzender des Tourismusentwicklungsunternehmens Sikumiut, von 2018 bis 2020 selbiges beim Alkoholproduzenten Immiaq und von 2018 bis 2020 beim Kryptowährungshandelsunternehmen Arctic Exchange, wobei alle drei Unternehmen anschließend wieder aufgelöst wurden. Von 2018 bis 2021 war er Direktor und dann kurzzeitig Aufsichtsratsvorsitzender der Kaffeerösterei Kaffivik. Seit 2021 ist er Gründungsdirektor der Entwicklungsunternehmens Amaroq und Inuit Development Company.
Von 2004 bis 2010 war er Aufsichtsratsmitglied bei TELE Greenland. Von 2008 bis 2010 war er Aufsichtsratsvorsitzender bei der Entwicklungsgesellschaft Greenland Development. Von 2013 bis 2015 war er Aufsichtsratsmitglied des staatlichen Wohnungsunternehmens Illuut. Seit 2020 ist er Aufsichtsratsmitglied des Ilisimatusarfik. Von 2021 bis 2022 war er Aufsichtsratsvorsitzender bei KNI. Seit 2022 ist er Vorsitzender des Vestnordenfondens. 2024 wurde er als Berater des australischen Bergbauunternehmens Energy Transition Minerals angestellt, das den grönländischen und dänischen Staat wegen des gescheiterten Kuannersuit-Projekts auf 80 Milliarden Kronen Schadenersatz verklagt hat.

### Sonstiges
2022 spielte er die Rolle des grönländischen Außen- und Rohstoffministers Hans Eliassen in der dänischen Fernsehserie Borgen – Macht und Ruhm.
Svend Hardenberg ist mit der Künstlerin Julie Edel Hardenberg (* 1971) verheiratet. Sein Bruder ist der Skisportler Arne Hardenberg (* 1973).